# Зажим для денег

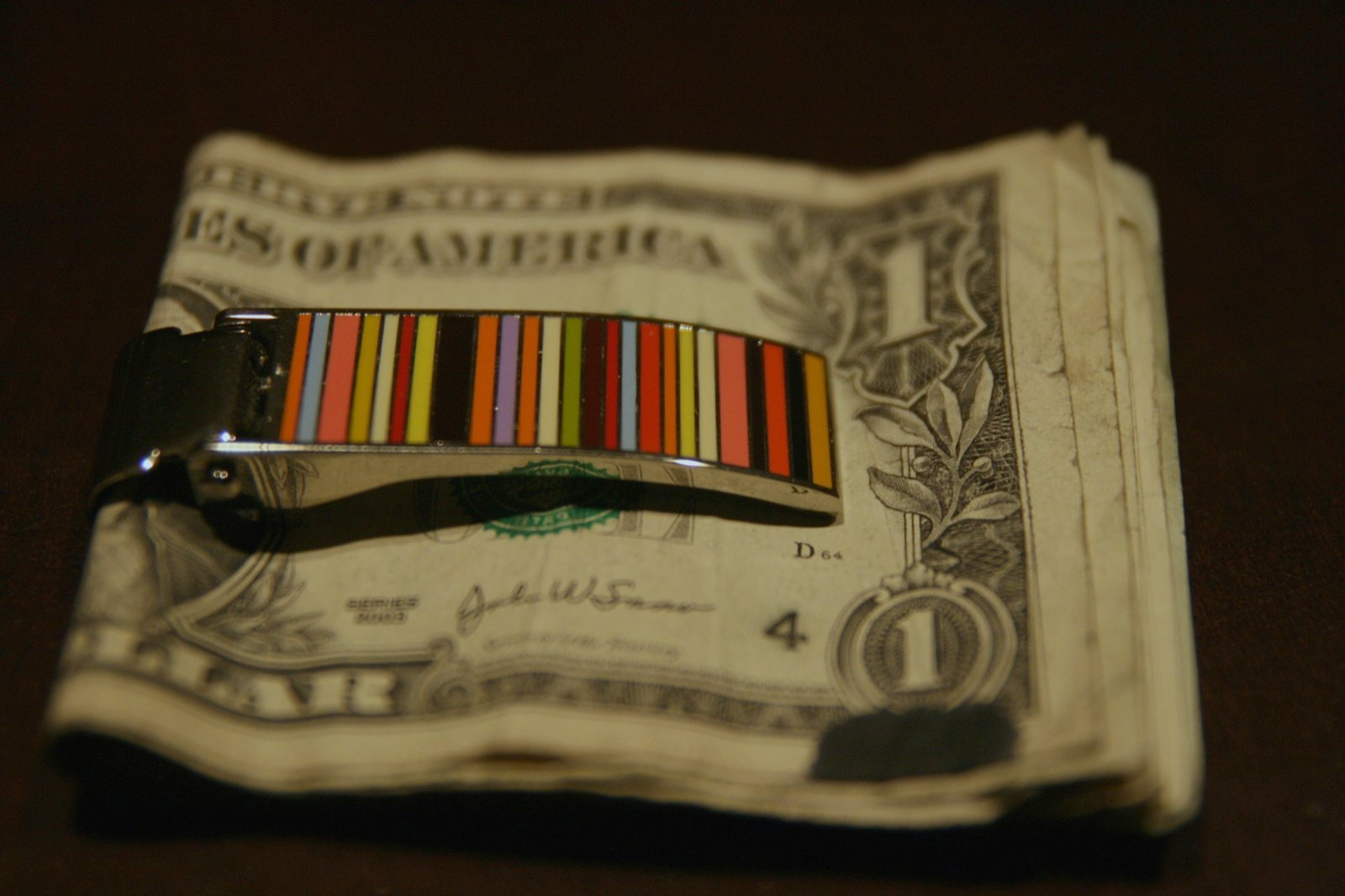
Зажим для хранения и ношения бумажных денег.

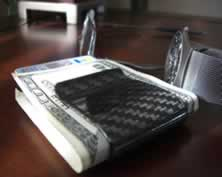
Зажим для хранения и ношения бумажных денег.

Зажим для денег, или зажим для купюр, — это аксессуар, предназначенный для хранения и ношения бумажных денег. 
Зажим для денег используется как альтернатива кошельку или бумажнику, традиционно является мужским аксессуаром. Первые зажимы для денег появились в 50-х — 60-х годах XX века. Считалось, что зажим для денег говорит о финансовом благополучии его владельца, а также о его высоком социальном статусе. На сегодняшний день зажим для денег считается престижным аксессуаром, часто используется для подарков или рекламных презентов. Однако, в Западной и Центральной Европе, где открыто носить деньги считается неприличным, распространения не получил.

## Разновидности
Зажимы для денег классифицируют обычно по двум признакам:
- в зависимости от материала, из которого сделан зажим;
- по форме.

В зависимости от материала, из которого изготовлен зажим, они делятся на металлические и кожаные.
Металлические зажимы могут изготавливаться из золота, серебра, платины, ювелирного алюминия, родия, палладия, высокоэластичной стали. При изготовлении зажима часто сочетают два-три разных материала. Для украшения на металлические зажимы наносятся разнообразные гравировки, тиснения, инкрустация драгоценными или полудрагоценными камнями.
Металлические зажимы, как правило, представляют собой клипсу или прищепку. По форме металлические зажимы достаточно разнообразны: они могут варьироваться от классических прямоугольных клипс до прищепок в виде различных знаков и символов (например, знак доллара, символы знаков Зодиака, эмблемы марок автомобилей, оружия).
Кожаные зажимы для денег изготавливаются в виде небольшой книжки, по форме напоминающей бумажник, в которой имеется специальный держатель, фиксирующий денежные купюры. При открывании легко доставать нужную купюру и просматривать банкноты. Фурнитура держит деньги надежно, но не настолько сильно, чтобы их порвать. Кожаные зажимы обычно имеют отделение для визиток и кредитных карт и способны вмещать до 12 пластиковых карт.
Также в качестве зажима для денег часто используется карманный нож небольшого размера, называемый маниклипом.